# Aeroportul Internațional Moi
Aeroportul Internațional Moi (IATA: MBA, ICAO: HKMO) este un aeroport din Provincia de Coastă, Kenya ce deservește zona Mombasa. Aeroportul a fost tranzitat în 2019 de 1.485.000 de pasageri. A fost deschis în 1978 și numit după Daniel Toroitich arap Moi⁠(d).
Situat la o altitudine de 61 m, aeroportul dispune de 2 piste. Este operat de Kenya Airports Authority⁠(d).

## Infrastructură

### Piste
Aeroportul dispune de 2 piste. Pista 03/21 are suprafața de asfalt și dimensiunile 3.350 m × 45 m. Pista 15/33 are suprafața de asfalt și dimensiunile 1.363 m × 30 m. 